# Leave the Light On
Leave the Light On è il centounesimo album in studio del chitarrista statunitense Buckethead, pubblicato il 14 agosto 2014 dalla Hatboxghost Music.
Si tratta del sessantaseiesimo disco appartenente alla serie "Buckethead Pikes".

## Tracce
Musiche di Buckethead.
1. Leave the Light On – 13:04
2. Hospitality – 7:12
3. The Bellman – 4:56
4. This Room Sleeps One and a Half – 5:22

## Formazione
- Buckethead – chitarra, basso, programmazione